# Урошеваць
Урошеваць (серб. Урошевац, Uroševac), або Феризай (алб. Ferizaj, тур. Ferizoviç) — місто в Республіці Косово, центр округу Ферізай. Розташований південніше Приштини на 40 км. Населення округу Ферізай — 108 610 осіб (2014).
Поруч із містом розташована американська військова база Кемп-Бондстіл.

## Адміністративна належність
У рамках адміністративного поділу Республіки Косово Ферізай входить до Ферізайського округу. Оскільки Сербія не визнає незалежності Косова, то вона вважає Урошевац частиною Косовського округу автономного краю Косово і Метохія.

## Етнічний склад
- Албанці — 98,4 %
- Ашкали/цигани — 1,3 %
- Горанці/босняки — 0,2 %
- Серби — 0,1 %

## Персоналії
- Люба Тадич (1929—2005) — сербський та югославський актор театру та кіно.